# Народ и правда
Народ и правда (скраћено НиП) је политичка странка у Босни и Херцеговини. Основана је 12. марта 2018.

## Списак председника
| Бр. | Име (рођење—смрт)        | Портрет | Мандат         | Мандат |
| --- | ------------------------ | ------- | -------------- | ------ |
| 1.  | Елмедин Конаковић (1974) |         | 12. март 2018. | данас  |

## Резултати на изборима

### Парламентарна скупштина Босне и Херцеговине
| Година | Вођа              | #   | Гласови | %    | ПДПС   | Промена | ДНПС   | Промена | Статус           |
| ------ | ----------------- | --- | ------- | ---- | ------ | ------- | ------ | ------- | ---------------- |
| 2018.  | Елмедин Конаковић | 16. | 23.381  | 1,41 | 0 / 42 | нова    | 0 / 15 | нова    | ванпарламентарна |
| 2022.  | Елмедин Конаковић | 7.  | 79.555  | 5,01 | 3 / 42 | 3       | 1 / 15 | 1       | коалиција        |

### Парламент Федерације Босне и Херцеговине
| Година | Вођа              | #   | Гласови | %    | ПДП    | Промена | ДНП    | Промена | Статус    |
| ------ | ----------------- | --- | ------- | ---- | ------ | ------- | ------ | ------- | --------- |
| 2018.  | Елмедин Конаковић | 11. | 23.222  | 2,32 | 2 / 98 | нова    | 1 / 58 | нова    | опозиција |
| 2022.  | Елмедин Конаковић | 5.  | 67.200  | 6,89 | 7 / 98 | 5       | 6 / 80 | 5       | коалиција |

### Предсједништво Босне и Херцеговине
| Година | Бр. | Кандидат        | Гласови | %      | Представник | Напомена | Изабран? |
| ------ | --- | --------------- | ------- | ------ | ----------- | -------- | -------- |
| 2022.  | 1.  | Денис Бећировић | 330.238 | 57,37% | Бошњака     | подршка  | Да       |
| 2022.  | 3.  | Војин Мијатовић | 38.655  | 6,1%   | Срба        | подршка  | Не       |

### Кантони Федерације Босне и Херцеговине
| 2018. | 0 / 30 | 0 / 21 | 0 / 35 | 0 / 35 | 0 / 25 | 0 / 30 | 0 / 30 | 0 / 23 | 6 / 35 | 0 / 25 | 6 / 289  |
| 2022. | 2 / 30 | 0 / 21 | 2 / 35 | 3 / 35 | 3 / 25 | 2 / 30 | 1 / 30 | 0 / 23 | 7 / 35 | 0 / 25 | 20 / 289 |